# Veronica polita
Véronique brillante, Véronique luisante
Espèce
Veronica polita, la Véronique brillante, est une espèce de plantes à fleurs de la famille des Plantaginacées. Elle est aussi nommée Véronique luisante ou Véronique polie.

## Description
Plante herbacée annuelle au port rampant, elle atteint généralement une hauteur de 8 à 15 centimètres, allant jusqu'à 30 cm à l'horizontale. Elle fleurit de mars à octobre.

### Morphologie générale et végétative

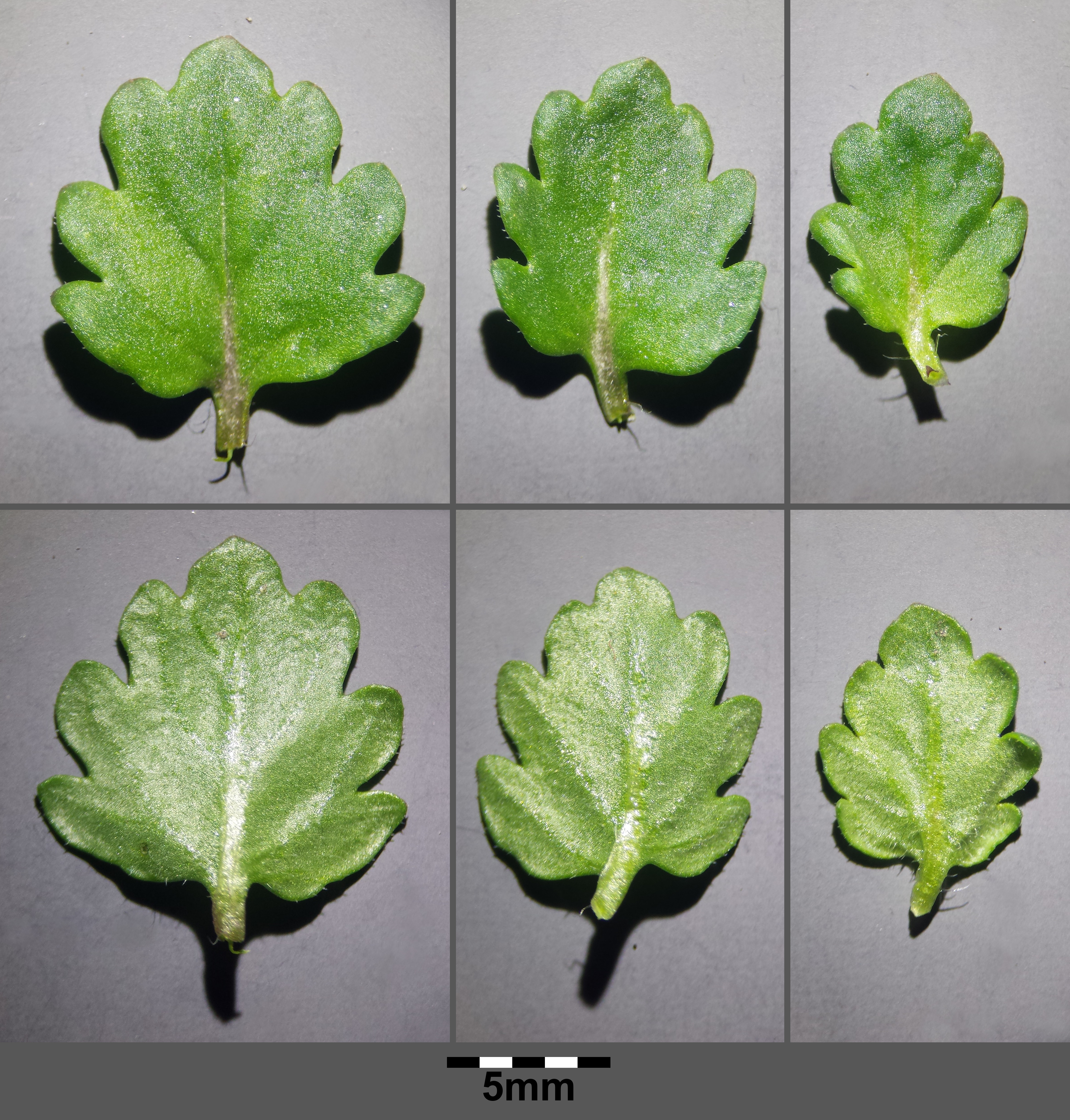
Les feuilles sont profondément dentées

Les feuilles opposées ont un pétiole court. Leur limbe, légèrement charnu, brillant, presque glabre, a une forme semi-circulaire à triangulaire. La marge est grossièrement dentée et assez recourbée. La feuille est beaucoup plus pâle et velue en dessous. 

### Morphologie florale
Les fleurs hermaphrodites sont disposées en grappe. D'un diamètre de 5 à 8 millimètres, elles ont un double périanthe. La corolle est de couleur bleue, rarement blanche et peut présenter un anneau sombre.
La pollinisation est entomogame et autogame.

### Fruit

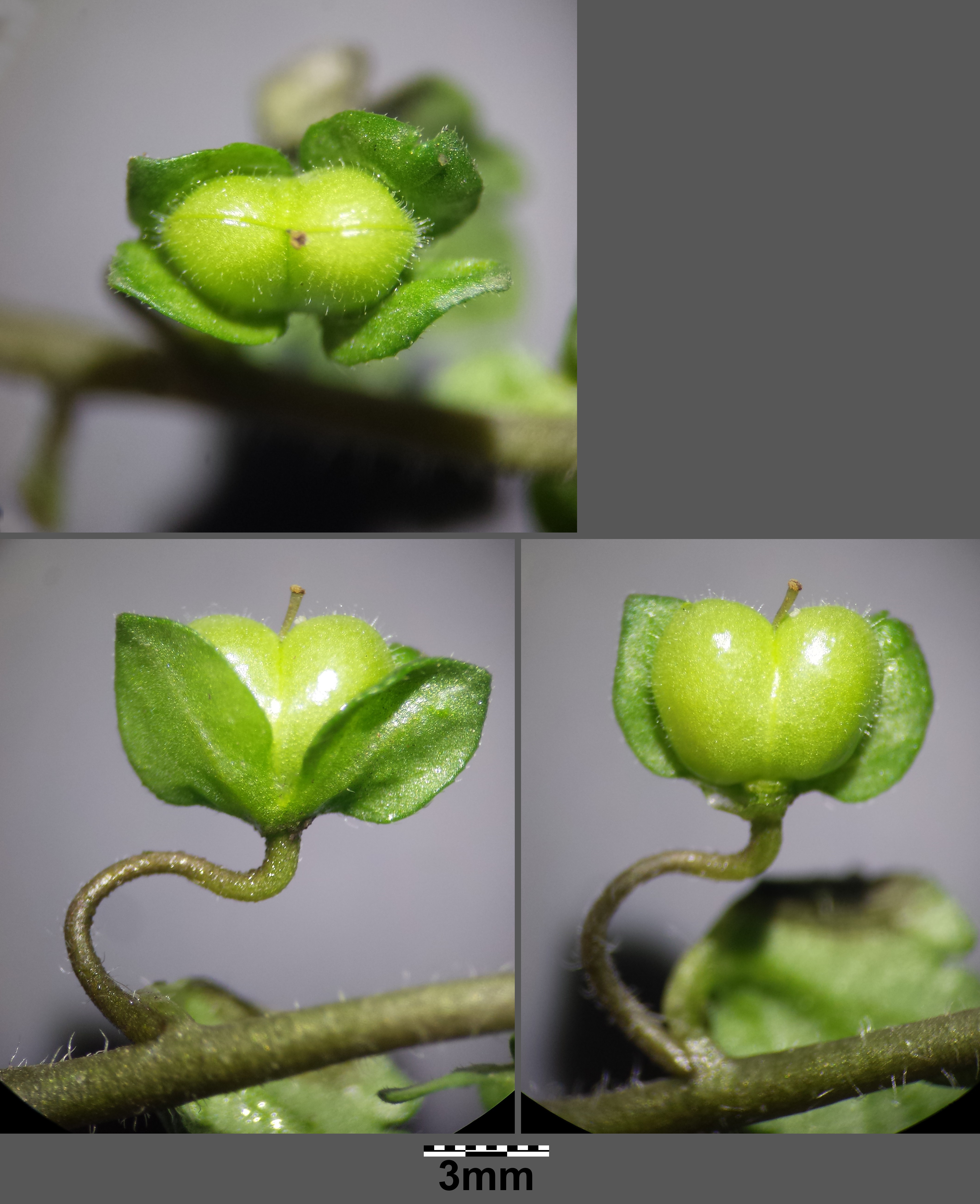
Fruit avec pédoncule recourbé

Le fruit est une capsule, de 3 à 4 millimètres de long et de 4 à 6 millimètres de large. Il est arrondi ou en forme de rein, comprimé au milieu. Il est densément velu, de poils glanduleux courts et longs. Le style a généralement une longueur de 1 à 1,6 millimètre. Les sépales sont largement ovales et se chevauchent à la base.
La dissémination est autochore.

## Écologie et habitat
Veronica polita est répandue dans toutes les zones tempérées des continents eurasiatiques. Elle pousse dans les cultures, les vignes et les jardins. Elle préfère les sols limoneux plus ou moins frais. En France, on peut la rencontrer jusqu'à 1 200 mètres d'altitude

## Images

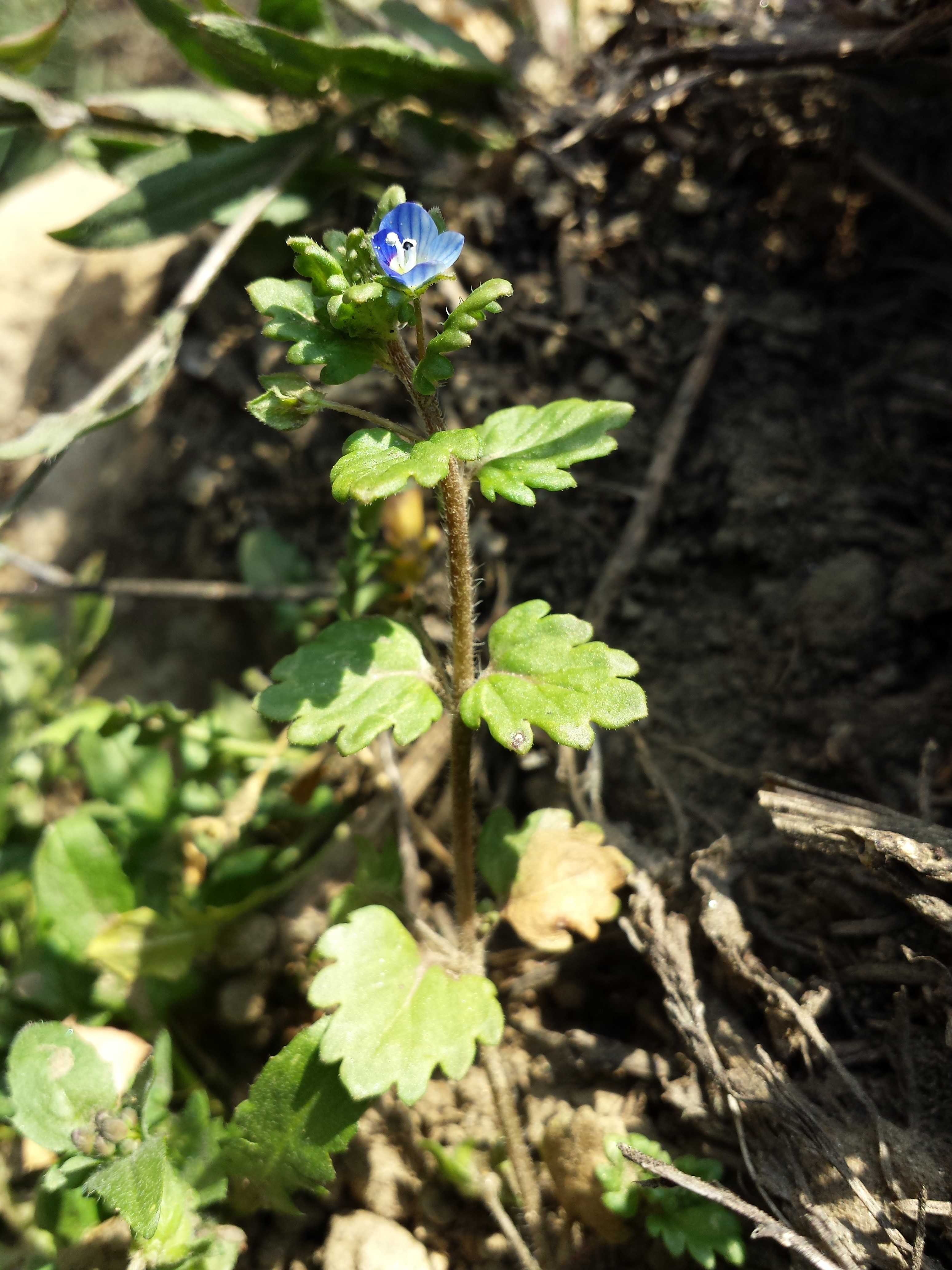
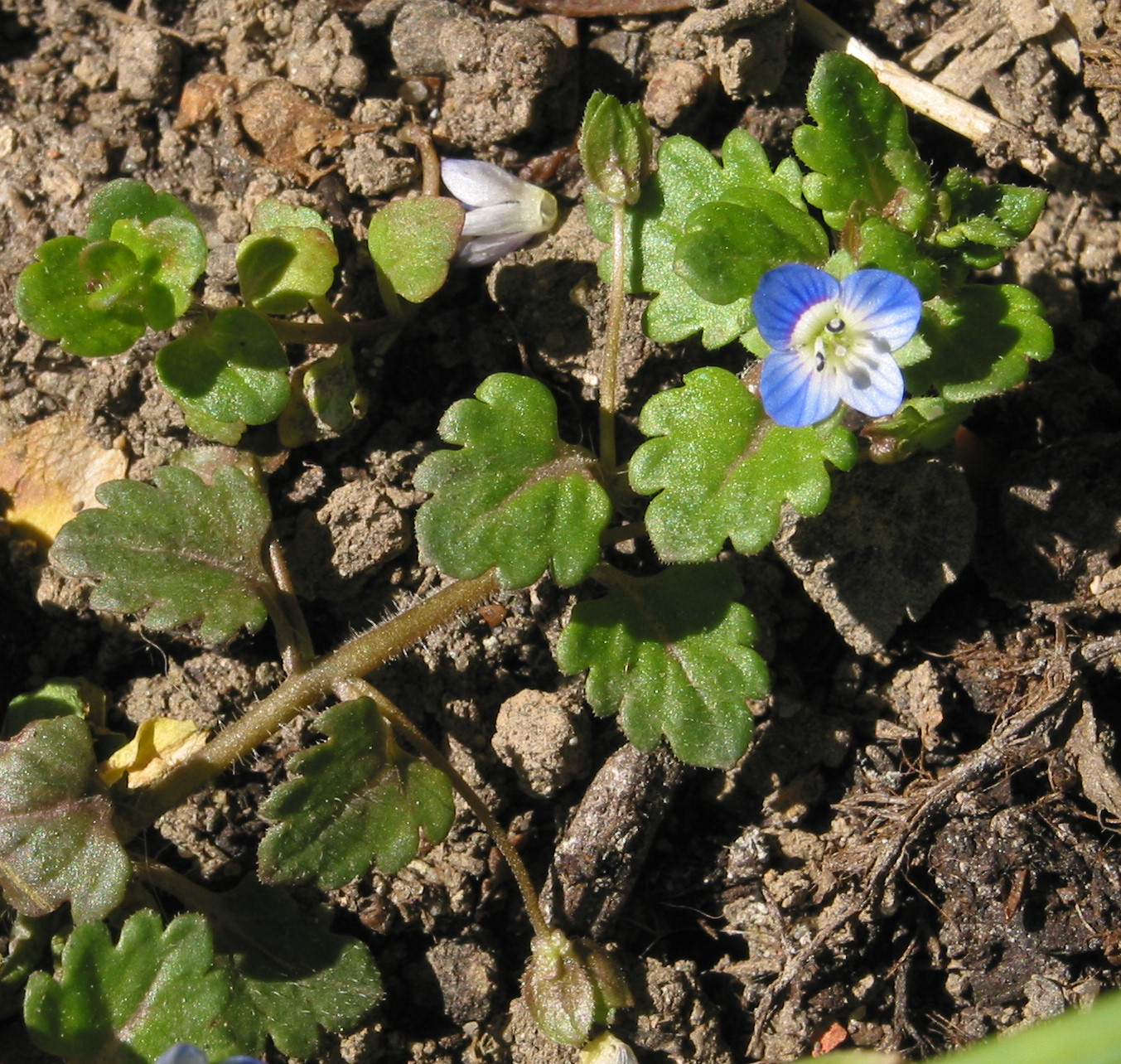
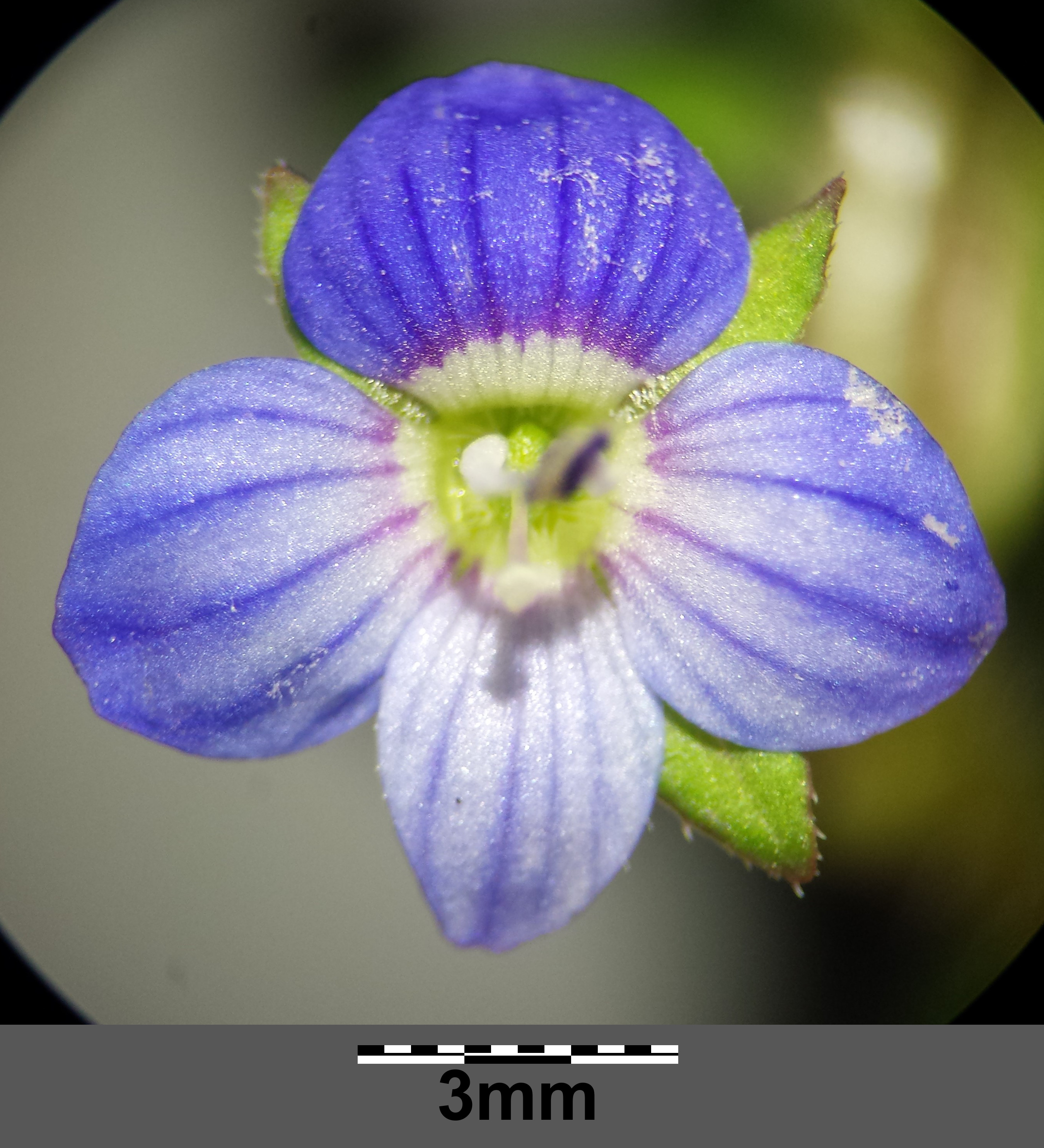